# مارك ماكمانوس
مارك ماكمانوس (بالإنجليزية: Mark McManus)‏ هو ملاكم وممثل بريطاني، ولد في 21 فبراير 1935 في المملكة المتحدة، وتوفي بنفس المكان في 6 يونيو 1994 بسبب ذات الرئة.

## وصلات خارجية
- مارك ماكمانوس على موقع IMDb (الإنجليزية)
- مارك ماكمانوس على موقع ألو سيني (الفرنسية)
- مارك ماكمانوس على موقع أول موفي (الإنجليزية)
- مارك ماكمانوس على موقع قاعدة بيانات الأفلام السويدية (السويدية)
- مارك ماكمانوس على موقع قاعدة بيانات الفيلم (الإنجليزية)
- مارك ماكمانوس على موقع كينوبويسك (الروسية)